# 니시닛폰신문
니시닛폰신문(西日本新聞)은 주식회사니시닛폰신문사(株式会社西日本新聞社)가 배급하는 일본어 일간 신문이다. 2013년 기준으로 약 875,000부가 유통되고 있다. (아침, 저녁 에디션 총합) 본사는 후쿠오카에 위치해 있으며 규슈에서도 판매된다.

## 역사
니시닛폰신문은 세이난 전쟁 보고를 위해 1877년 치쿠시신문으로 시작했다.

## 외국망
니시닛폰 신문은 6개의 해외 사무소가 있으며 여기에는 워싱턴 D.C, 파리, 베이징, 타이페이, 서울, 방콕이 포함된다.